# Ode to J. Smith
Ode to J. Smith é o sexto álbum de estúdio da banda escocesa de rock Travis, lançado em setembro de 2008. Com produção musical de Emery Dobyns e gravado no RAK Studios, o disco foi o último da Travis antes de um hiato que durou até 2013.

## Faixas
1. "Chinese Blues" - 3:46
2. "J. Smith" - 3:04
3. "Something Anything" - 2:22
4. "Long Way Down" - 2:39
5. "Broken Mirror" - 3:12
6. "Last Words" - 4:11
7. "Quite Free" - 4:00
8. "Get Up" - 3:13
9. "Friends" - 3:24
10. "Song to Self" - 3:46
11. "Before You Were Young" - 3:19
12. "Sarah" - 4:26 (faixa-bônus da edição japonesa)
13. "New Amsterdam"